# Surfin' Bird
«Surfin' Bird» es una canción interpretada por la banda de surf rock The Trashmen. Lanzado en 1963, alcanzó el número 4 en el Billboard Hot 100. Se trata de una combinación de dos éxitos R&B de The Rivingtons, Papa-Oom-Mow-Mow y The Bird's the Word.
Ha sido versionada por Ramones en su disco Rocket to Russia, por The Cramps en su EP  de debut Gravest Hits y por la banda de thrash metal Sodom en su disco M-16

## En la cultura popular

### Cine y televisión
La canción suena en la banda sonora de la película de 1987 Full Metal Jacket mientras un grupo de periodistas filma a marines de EE. UU. poco después de una batalla. La secuencia se incluyó en el Top 11 de usos de rock clásico en el cine.
La canción también aparece en Pink Flamingos de John Waters.
En Sueño con Jesucristo, un episodio de la exitosa serie Padre de Familia, Peter está obsesionado con la canción. También aparece de nuevo en el episodio de Hombre en el Hipocampo.
En la película de El pájaro loco (película) se oye a los niños tocando surfin bird con el pájaro cuando están practicando para tocar en una banda en un concurso. 
La canción es utilizada como tema para el juego de la Palabra Wordy jugado todas las mañanas de lunes a viernes en The John & Billy Boy Big Show. Cuando la canción suena por primera vez John Boy tiros en su propia letra basada en el juego.
La canción de Dragon Hunters Chase está basada en Surfin' Bird.
En la película argentina Plata quemada, el actor Pablo Echarri (que interpreta a "El Cuervo") baila la canción en la playa.
Es el tono de llamada para el personaje que Jack Black interpreta en la película El gran año.
En la película "Fred Claus" la canción suena de fondo mientras Fred va huyendo de un grupo de hombres del Ejército de Salvación vestidos de Santa Claus.
EN la Película E.T., el extraterrestre, durante una reunión de amigos, al rededor del minuto 8:30, uno de los niños pide por teléfono a una estación de radio la canción "Papa-Oom-Mow-Mow"; según los créditos de la película, es interpretada por "The Persuasions".

### Música
La letra "Si no lo sabes, el pájaro es la palabra" es aludida por el rapero Magoo, en la canción Luv 2 Luv U (Remix) por Timbaland y Magoo, de su álbum de 1997, "Welcome to Our World".
El grupo de thrash metal Sodom realizó una versión Surfin' Bird para su álbum M-16.

### Videojuegos
En el juego Animal Crossing - Wild World en Nintendo DS, el lema aparece en un consejo: "de aves, aves, ¡pájaros es la palabra!".
En Tales of Monkey Island Chapter 1: Launch of the Screaming Narwhal, cuando se necesita una palabra secreta, el personaje dice que ha oído de una fuente muy fiable de que "pájaro" es la palabra, haciendo referencia a la canción.
Es uno de los 32 temas en Just Dance para Wii.
La canción suena en el videojuego Battlefield Vietnam, mientras se juega con los helicópteros estadounidenses.
La canción fue utilizada como baile en el videojuego Fortnite como parte de la colaboración con Padre de Familia
- Datos: Q2615614